# Aase Aure
Aase Aure (17 juni 1927 - 22 mei 1976) was een schaatsster uit Noorwegen.

## Resultaten

### Wereldkampioenschappen
| Jaar | Jaar     | Plaats  | Resultaten  | Resultaten                              |
| ---- | -------- | ------- | ----------- | --------------------------------------- |
| 1947 | Allround | Drammen | 7e Allround | 11e 500 m 8e 1000 m 7e 3000 m 4e 5000 m |

### Noorse kampioenschappen
| Jaar | Resultaten  | Resultaten                              |
| ---- | ----------- | --------------------------------------- |
| 1947 | 8e Allround | 11e 500 m 9e 1000 m 8e 1500 m 7e 3000 m |

## Persoonlijke records
| Afstand    | Tijd     | Datum           | Baan    |
| ---------- | -------- | --------------- | ------- |
| 500 meter  | 57,30    | 1 februari 1947 | Tinn    |
| 1000 meter | 1.58,10  | 1 februari 1947 | Tinn    |
| 1500 meter | 3.04,40  | 1 februari 1947 | Tinn    |
| 3000 meter | 6.31,20  | 1 februari 1947 | Tinn    |
| 5000 meter | 11.40,00 | 8 februari 1947 | Drammen |